# Münchenbernsdorf
Münchenbernsdorf település Németországban, azon belül Türingiában. Lakosainak száma 2902 fő (2023. december 31.).

## Népesség
A település népességének változása:
| Lakosok száma | 2936 | 2943 | 2962 | 2939 | 2902 |
|               | 2017 | 2019 | 2021 | 2022 | 2023 |